# Höskulle

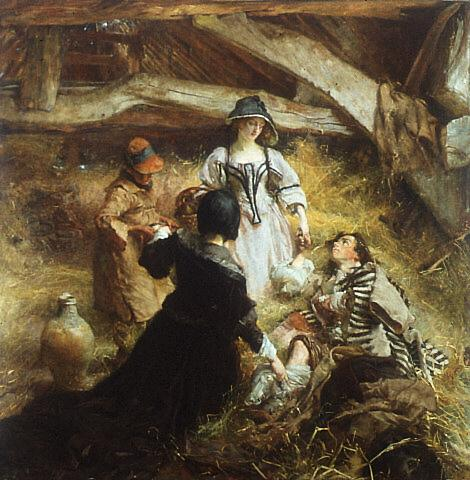
Höskulle
Målning av Edgar Bundy, som visar en skadad soldat som tas om hand efter Slaget vid Sedgemoor.

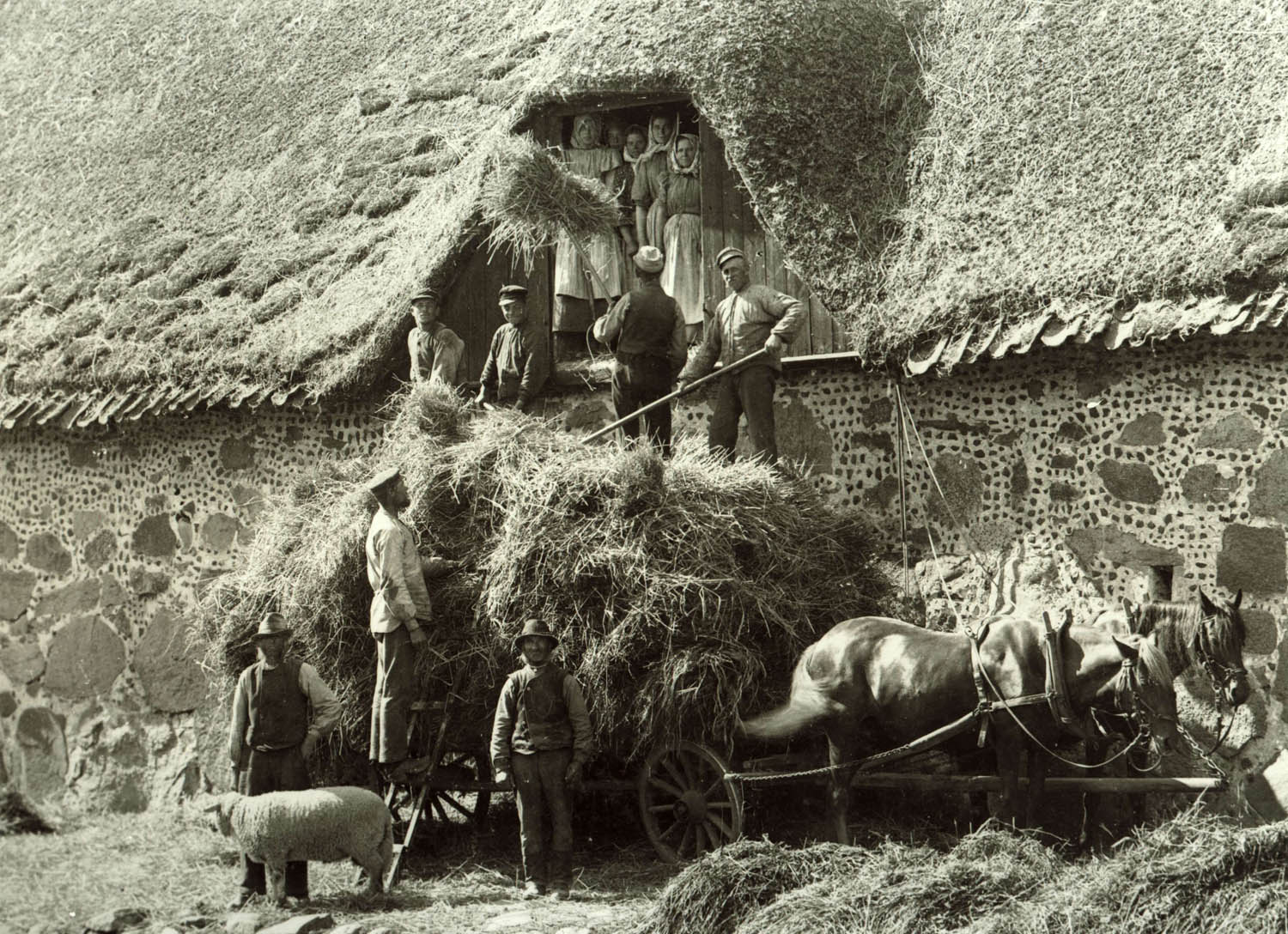
Sädeskärvar hivas upp på höskullen till den gamla ekonomibyggnaden av Uranienborgs kungsgård (1899).
Foto från Nordiska museet.

En höskulle, även kallat bara skulle, höloft, högälle eller slinder, är vanligen ett utrymme mellan en ladugårds inner- och yttertak där hö kan lagras.

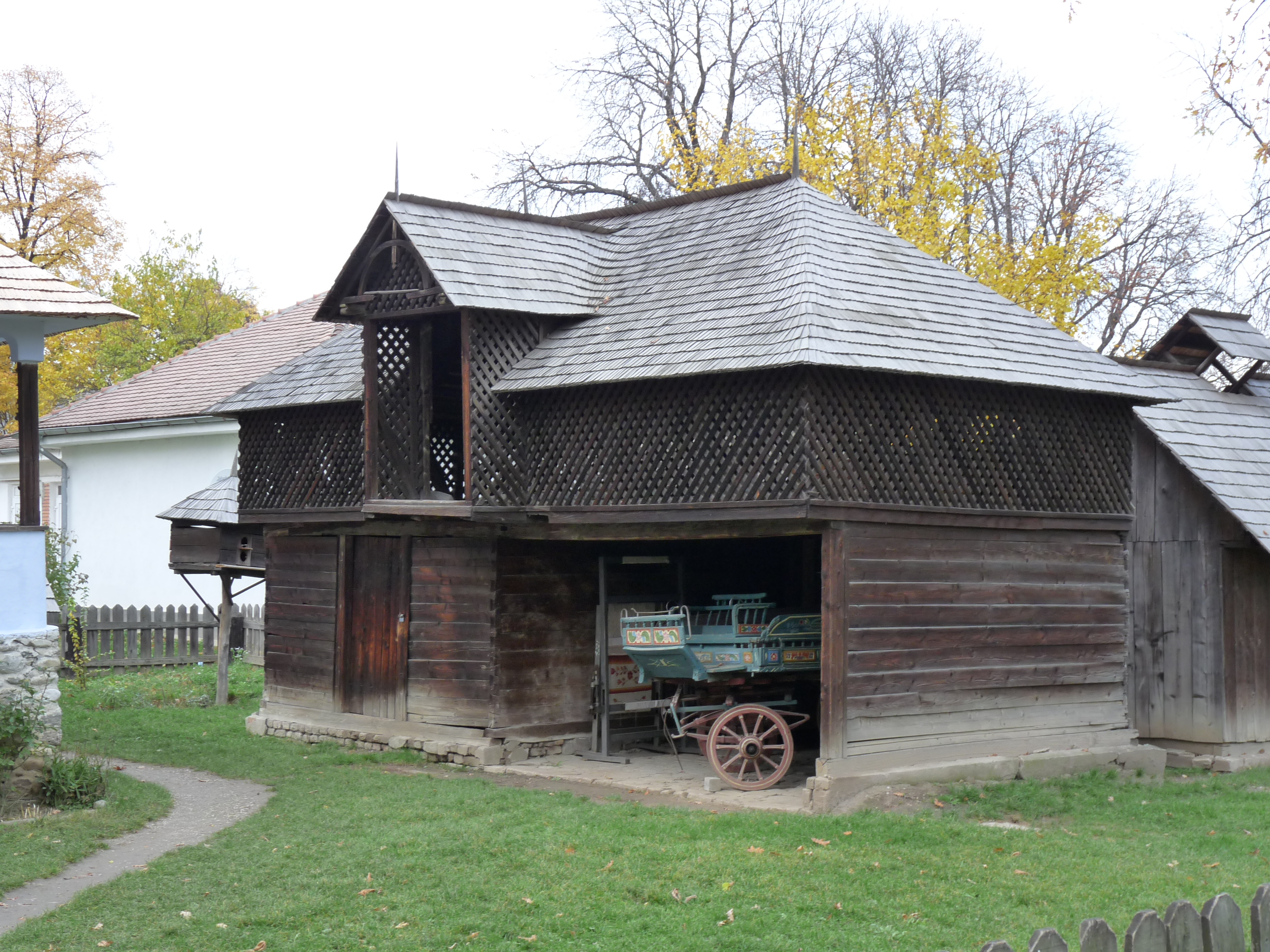
Inlastningsutbyggnad i hölofttaket på en mindre gård intill Bukarest.
Glesa väggar ger fritt spelrum för vinden. Nedtill ett öppet vagnslider.

I en mindre ladugård finns på långsidan en utbyggnad på taket (takkupa) med en dubbeldörr, som kunde slås upp helt. Jämför bilden till vänster med den typiska inlastningsutbyggnaden i taket.
Vid bärgning av hö körs vagnen fram under höloftdörrarna, och en man stående ovanpå hölasset langar upp höet i öppningen med hjälp av en högaffel. Uppe på skullen tar en annan person emot hötappen och langar den vidare i högar, som efter hand blev allt större. Ofta fick gårdens barn packa höet genom att trampa ner det. När högen närmat sig taket, var det ett stort nöje att rutscha på den glatta  hö-högen ner till loggolvet.

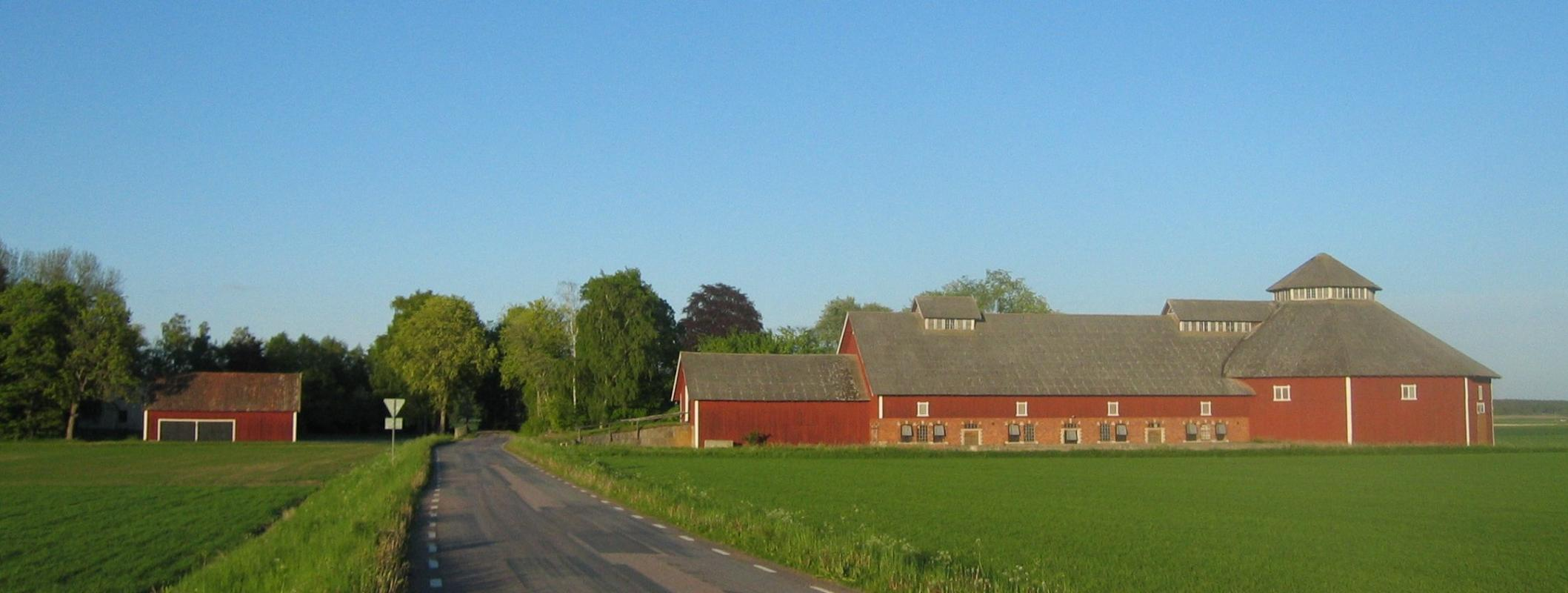
Stora Hyttringe gård, Motala
Till vänster den sluttande uppfarten som leder ända in till höskullen över fähuset.
Slutet av uppfarten är övertäckt och kan användas som förråd, t.ex. av höskrindor.
Till höger rundloge för lagring av bärgad säd. Rund, därför att detta maximerar förhållandet mellan volym och väggyta.
Till vänster om vägen ett vagnslider.

På större ladugårdar kunde det vara en sluttande uppfart från mark till en stor dörr på höskullens gavel. På den uppfarten kunde man köra in vagnen med höet, dragen av en eller två hästar, eller på senare tid dragen av traktor. 
Fria ytor på loftgolvet kunde utnyttjas för tröskning med slaga och för uppställning av en hackelsemaskin.
I ett hörn brukar det finnas en trappa, ofta utan ledstång, ned till själva stallet. Med tiden blev trappstegen ganska hala av från höet kommande oljeliknande ämnen, som fördes med av skorna.
I närheten av trappan finns en lucka, där man kan kasta ner dagens högiva direkt på fodergången framför båsen.
Höskullen har ett rykte om sig som en plats där luffare sover över om nätterna, såväl i dikt som i verkligheten.

### Fotnoter
1. ↑  Arne Norlin (28 januari 2002). ”Så föddes vår största författare” (på svenska). Aftonbladet. http://www.aftonbladet.se/nyheter/article10255920.ab. Läst 22 oktober 2016.
2. ↑  Lollo Bark (1 maj 2009). ”Sveriges siste luffare längtar tillbaka till skogen” (på svenska). Ystads allehanda. https://www.ystadsallehanda.se/tomelilla/sveriges-siste-luffare-langtar-tillbaka-till-skogen/. Läst 22 oktober 2016.